# Phylladiorhynchus nudus
Phylladiorhynchus nudus is een tienpotigensoort uit de familie van de Galatheidae. De wetenschappelijke naam van de soort is voor het eerst geldig gepubliceerd in 2008 door Macpherson.